# Pegaso Troner
El Pegaso Troner fue el último modelo de camión fabricado por la empresa española Enasa. Se trata de un camión disponible como cabeza tractora articulada con ejes desde 4x2 hasta 6x2. También estaba disponible en versión con chasis rígido de cuatro ejes.

## Breve historia
El Proyecto clave T-3, cuyo desarrollo se inició en 1983; exigía una inversión que la Pegaso sola no pudo afrontar, por lo que se busca a un socio para el desarrollo del prototipo, que luego en su fase de producción en serie recibe el nombre de Pegaso Troner, y que se considera el fruto de los acuerdos entre las empresas similares de parte de la española ENASA y la neerlandesa DAF que desembocó en la creación de la empresa conjunta CABTEC, fundada para desarrollar en conjunto una nueva cabina para el modelo Pegaso Troner y el DAF 95 de la neerlandesa DAF, que posteriormente sería personalizado por cada fabricante. El resultado fue el Pegaso Troner, que en 1987 fue presentado al rey Juan Carlos I en el Salón del Automóvil de Barcelona.
Aunque el modelo se presentó en 1987, su comercialización no se produjo hasta un año más tarde, en 1988. La primera versión contaba con un motor de 360 CV. En el Reino Unido se vendió renombrado como Seddon Atkinson Strato, pero equipado con motores Cummins.
En otoño de 1990, tras la absorción del grupo ENASA por la empresa italiana IVECO, se renovó el modelo dotándolo de un motor de 400 CV. 
En el segundo trimestre de 1993, el grupo empezó a desprenderse del stock del modelo Troner para dar entrada en el mercado español a las nuevas gamas de Iveco, el Eurostar y el Eurotech. La producción del Troner cesó en julio de 1993.

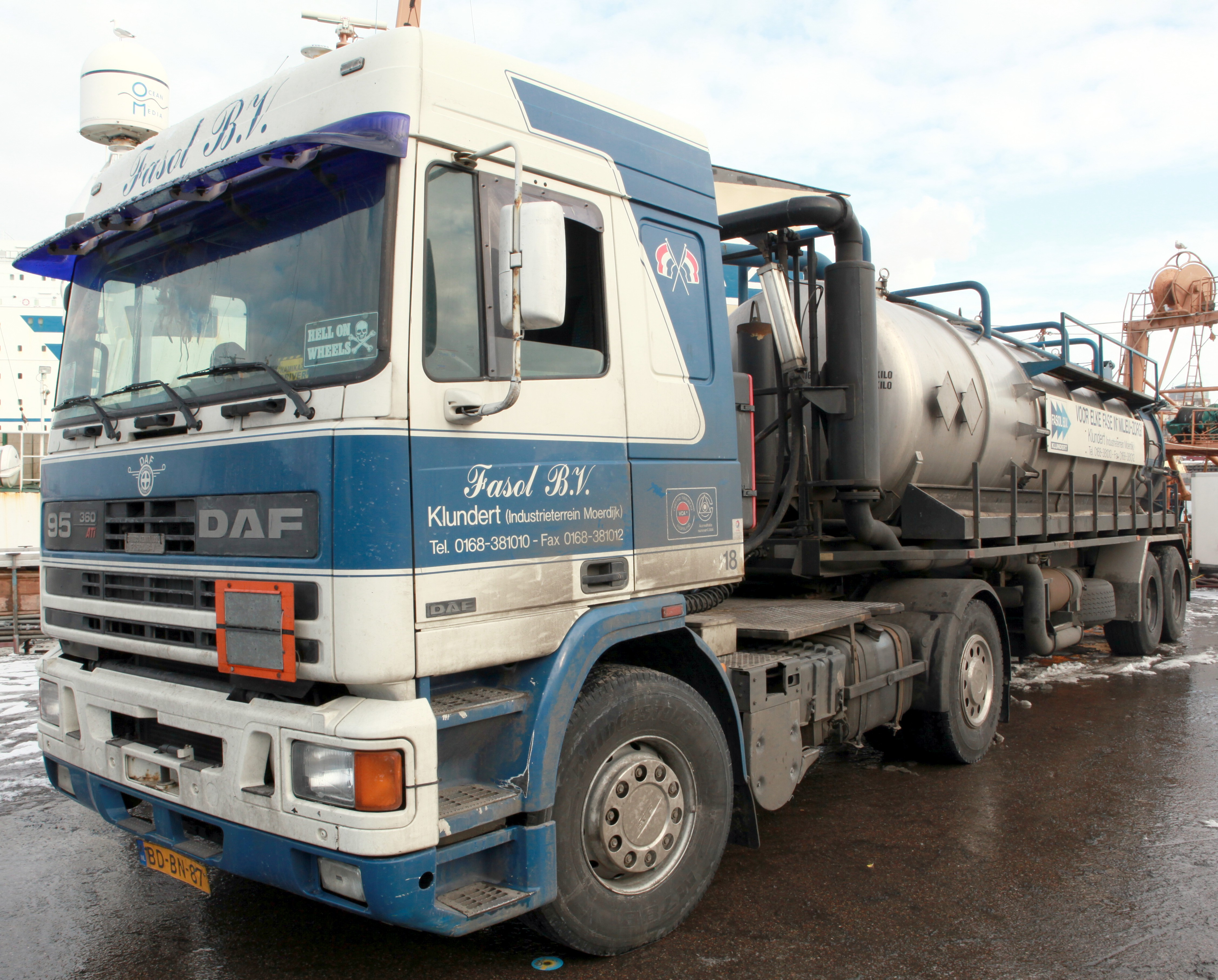
Versión neerlandesa DAF con remolque cisterna.
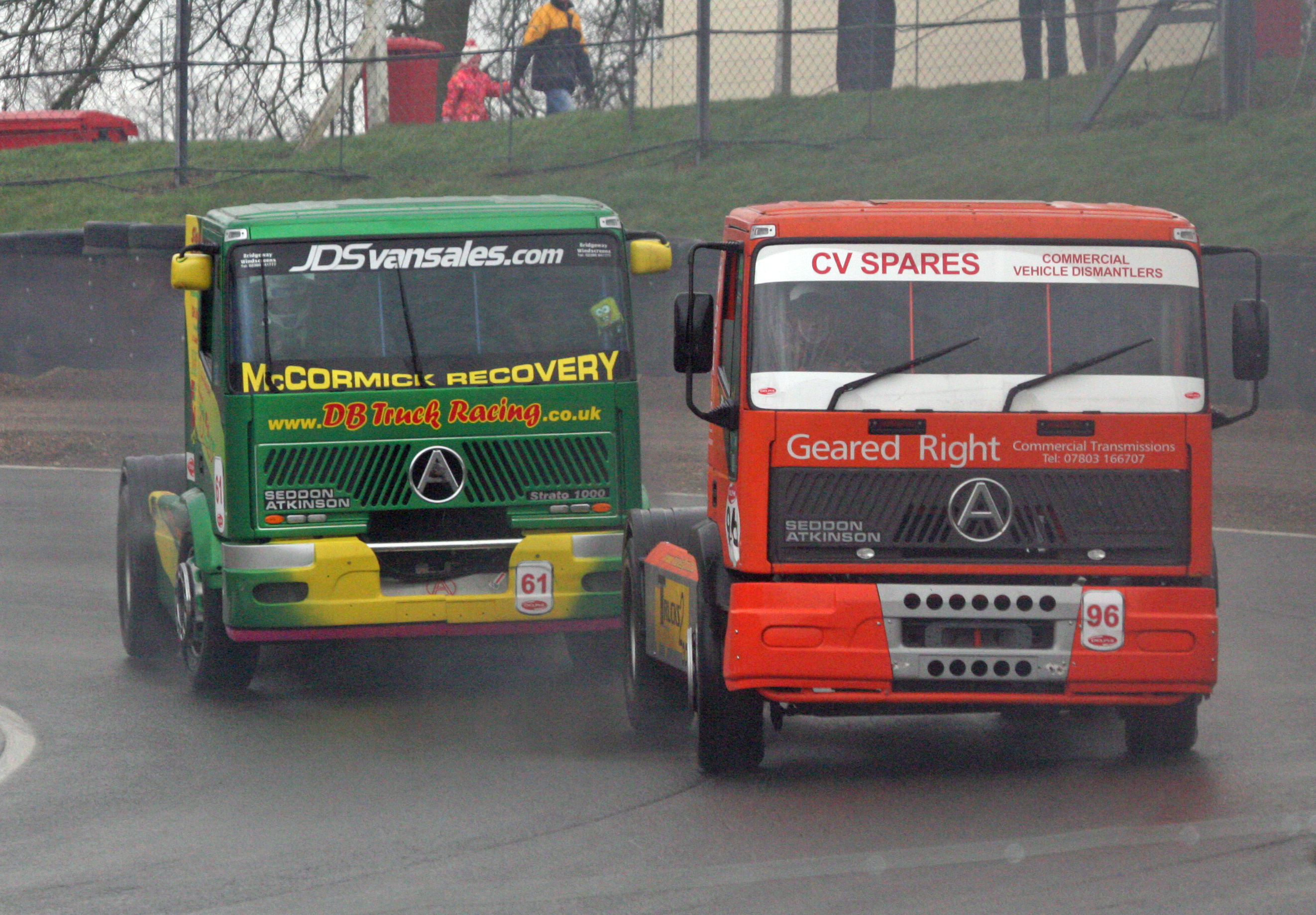
Dos Seddon Atkinson Strato, su versión británica, en competición.

## En competición

### Campeonato Europeo de Camiones

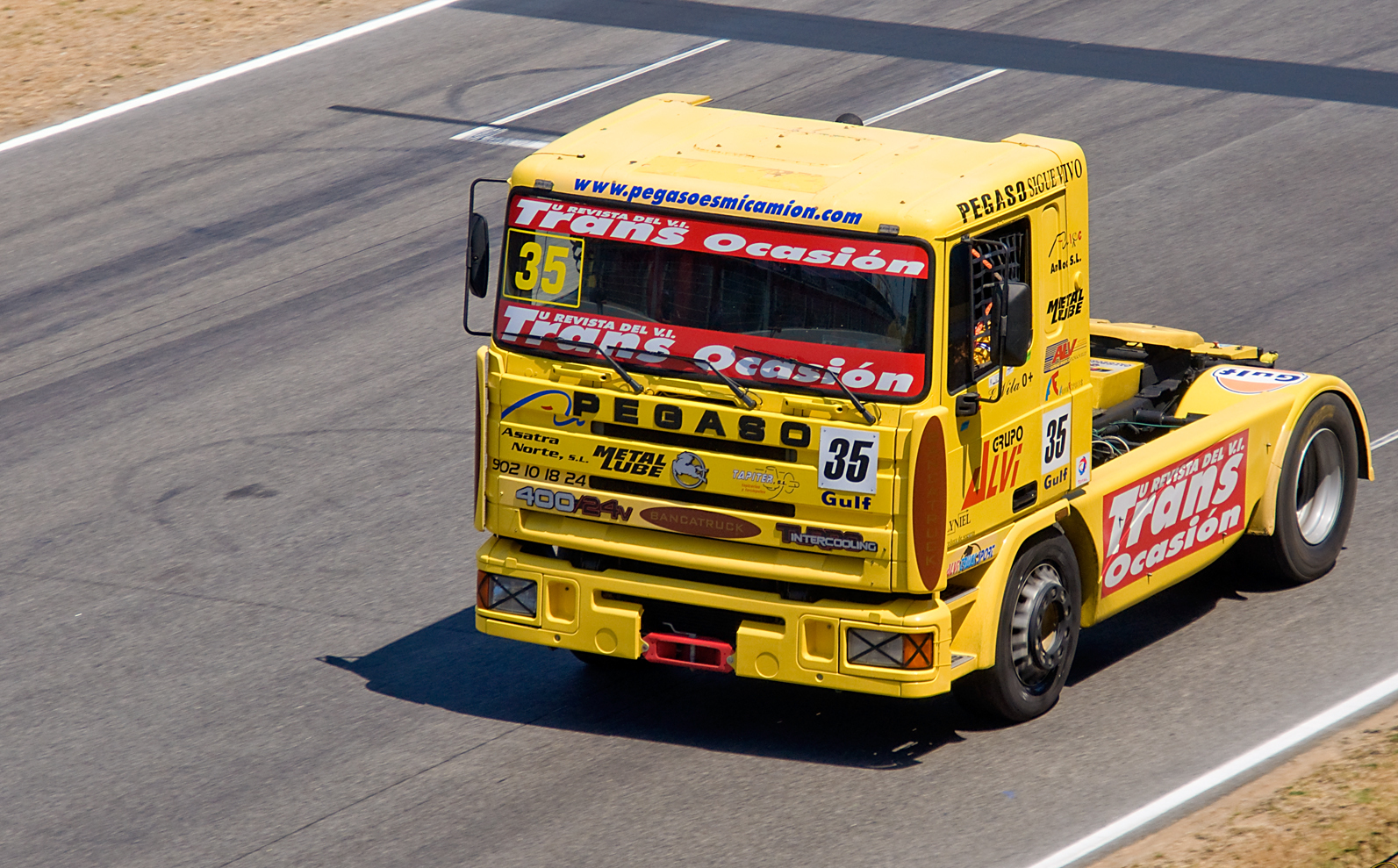
Uno de los Troner de competición en 2009.

Pegaso fundó el CS Pegaso Racing Team con el objetivo de participar en el Campeonato de Europa de Camiones con versiones modificadas por Andy Dawson del Troner. Dawson fue despedido al poco de comenzar la temporada de 1990, tomando Roger Chalk las riendas del desarrollo de los camiones, optando por la creación de prototipos en lugar de camiones fuertemente basados en vehículos comerciales. A mitad de temporada se les recortó el chasis y se consiguieron extraer hasta 100 cv más de potencia de sus propulsores, que ahora se ubicaba más retrasado para mejorar el reparto de pesos y se le incorporaron frenos de disco. En 1991 se lanzó una Edición Especial Jarama del Pegaso Torner, pero apenas tuvo éxito, y ese mismo año la escudería llegara a su fin, quedando tan sólo en manos de pilotos privados.
Una de estas unidades fue recuperada en 2002 y restaurada para competir entre 2005 y 2010 en el Campeonato de Europa de Carreras de Camiones por el equipo Alvi Truck Sport.
| Año  | Chasis                                                  | Neu. | Pilotos           | 1   | 2   | 3   | 4   | 5   | 6   | 7   | 8   | 9   | 10  | 11  | 12  | 13  | 14  | 15  | 16  | Puntos | Posición final |
| ---- | ------------------------------------------------------- | ---- | ----------------- | --- | --- | --- | --- | --- | --- | --- | --- | --- | --- | --- | --- | --- | --- | --- | --- | ------ | -------------- |
| 1989 | Pegaso Troner 1236.38 Turbo Garrett 700 cv              | P    |                   | GB1 | GB2 | AT1 | AT2 | HU1 | HU2 | FR1 | FR2 | SE1 | SE2 | DE1 | DE2 | BE1 | BE2 | ES1 | ES2 | 0      | 11º            |
| 1989 | Pegaso Troner 1236.38 Turbo Garrett 700 cv              | P    | Salvador Cañellas | Ret | Ret | 9   | 10  | 8   | 6   | 8   | Ret | 5   | 6   | Ret | Ret | 6   | 9   | 6   | 5   | 0      | 11º            |
| 1989 | Pegaso Troner 1236.38 Turbo Garrett 700 cv              | P    | Juan Escavias     | Ret | Ret | 8   | Ret | 7   | 5   | 10  | 9   | Ret | 8   | Ret | Ret | 8   | 10  | Ret | Ret | 0      | 11º            |
| 1990 | Pegaso Troner 1236.38 con motor 11.946 Turbo KKK 800 cv | P    |                   | GB1 | GB2 | AT1 | AT2 | HU1 | HU2 | FR1 | FR2 | SE1 | SE2 | DE1 | DE2 | BE1 | BE2 | ES1 | ES2 | 0      | 11º            |
| 1990 | Pegaso Troner 1236.38 con motor 11.946 Turbo KKK 800 cv | P    | Salvador Cañellas | 5   | 8   | Ret | Ret | 8   | 8   | 7   | 10  | 4   | Ret | 5   | 3   | 6   | 6   | 1   | 2   | 0      | 11º            |
| 1990 | Pegaso Troner 1236.38 con motor 11.946 Turbo KKK 800 cv | P    | Juan Escavias     | 3   | 6   | 8   | 6   | Ret | 6   | 3   | 6   | 5   | 5   | 5   | 3   | Ret | 8   | 2   | 1   | 0      | 11º            |